# Isaiah Stevens
Isaiah Stevens, né le 1er novembre 2000 à Allen au Texas, est un joueur américain de basket-ball évoluant au poste de meneur et mesurant 1,80 m.

## Biographie
En décembre 2024, il signe un contrat two-way avec le Heat de Miami.